# Péninsule Hardy
Pour les articles homonymes, voir Hardy.
La péninsule Hardy ou péninsule de Hardy (en espagnol : Península Hardy) est une péninsule située sur l'île Hoste, au Chili, à l'extrémité australe du continent sud-américain. Cette langue de terre s'enfonce à l'intérieur du passage de Drake pour former la baie Nassau. Elle est située au sud-ouest de l'île Navarino et de la grande île de la Terre de Feu. La péninsule est rattachée administrativement à la commune de Cabo de Hornos, dans la Province de l'Antarctique chilien, dans la région de Magallanes et de l'Antarctique chilien. 
La péninsule se termine par le faux Cap Horn, longtemps confondu par les marins avec le cap Horn.